# Randy California
Randy California, eigentlich Randolph Craig Wolfe (* 20. Februar 1951 in Los Angeles, Kalifornien; † 2. Januar 1997 in Molokaʻi, Hawaii), war ein US-amerikanischer Musiker.

## Werdegang
1966 spielte der Rockgitarrist mit 15 Jahren einen Sommer lang in New York mit Jimi Hendrix in dessen Band Jimmy James & The Blue Flames. Hendrix war es auch, der ihn California nannte, um ihn von dem anderen Randy in der Band zu unterscheiden.
1967 gründete California mit seinem Stiefvater Ed Cassidy in Los Angeles die Band Spirit, mit der er bis 1970 vier Alben produzierte. California schrieb die meisten Songs und war Sänger der Band. Er komponierte den Spirit-Hit I Got a Line on You (1969). 
California veröffentlichte 1972 sein bekanntestes Soloalbum Kaptain Kopter and the Fabulous Twirly Birds. In der Folgezeit wechselten Aufnahmen mit Spirit und Soloalben.
1978 spielte Spirit bei der zweiten Rocknacht des Rockpalasts als Trio mit Ed Cassidy an den Drums und Larry "Fuzzy" Knight am Bass.

## Tod
Randy California ertrank am 2. Januar 1997 beim Schwimmen im Meer vor Molokaʻi, Hawaii. Er geriet mit seinem zwölfjährigen Sohn Quinn in eine Strömung, die ihn – nachdem er seinen Sohn in Sicherheit geschoben hatte – aufs offene Meer hinauszog. Seine Leiche wurde nie gefunden.

## Diskografie
- 1972: Kapt. Kopter and the (Fabulous) Twirly Birds
- 1982: Euro-American
- 1985: Restless
- 1986: Shattered Dreams
- 2007: The Euro-American Years, 1979–1983, 4-CD set